# Ланс-даффадар
Ланс-даффадар — еквівалент звання капрал у пакистанських, індійських та британських індійських армійських кавалерійських підрозділах, що знаходиться між виконуючим обов'язки ланс-даффадара та даффадар. В інших підрозділах еквівалентом є наїк. Як і британський капрал, ланс-даффадар носить два знаки розрізнення у вигляді шеврона.
Виконуючий обов'язки ланс-даффадара — еквівалент звання молодший капрал у пакистанських, індійських та британських індійських армійських кавалерійських підрозділах, що знаходиться нижче ланс-даффадара. В інших підрозділах еквівалентом є ланс-наїк. Як і британський молодший капрал, він носить один знак розрізнення у вигляді шеврона.